# Nylon (groupe)
Pour les articles homonymes, voir Nylon (homonymie).
Nylon est un girls band islandais de pop. Il est composé d'Alma Goodman (née Alma Guðmundsdóttir), Camilla Stones (née Steinunn Þóra Camilla Sigurðardóttir) et Klara Elias (née Klara Ósk Elíasdóttir), et comptent dix singles, trois albums studio, une compilation et un DVD tous classés numéro un en Islande. Le groupe se sépare en 2008, et revient de manière inattendue en 2023 pour un concert.

## Histoire

### 100% NylonetGóðir Hlutir(2004-2005)
Le groupe est formé en 2004 après des auditions en Islande, auxquelles Alma, Camilla et Klara participent. Quelques semaines après les auditions, il est demandé à Emilia de faire partie du groupe, et après avoir rencontré les autres membres, elle accepte l'offre. Le groupe chante de la musique pop en anglais et en islandais. Leur premier single, Lög Unga Fólksins, sort en avril 2004 et se classe directement numéro un. Le groupe connait un énorme succès dans son pays d'origine, l'Islande : 13 singles numéro 1 à ce jour, une émission de télévision sur leur premier été en tant que girls band, trois albums en tête des ventes et un livre intitulé 100 % Nylon (qui est instantanément devenu un best-seller). Elles sortent également un DVD intitulé Nylon Allstaðar, qui contient leur émission de télévision à succès ainsi que d'autres bonus.
Nylon a sorti trois albums en Islande, les deux albums en islandais étant intitulés Góðir Hlutir et 100 % Nylon. Les deux albums sont entrés directement en première position. Leur troisième album (et premier effort en anglais), 100 % Nylon, ou plus simplement Nylon en Islande, contient de nombreuses chansons exclusivement en anglais ainsi que de nombreux morceaux réécrits en islandais. Nylon a également travaillé avec de nombreux artistes islandais pour diverses collaborations. Elles figurent sur un album de Noël intitulé Jólaskraut, sorti à la fin 2005. Une autre collaboration notable du groupe est Furðuverk, sur l'un des albums pour enfants les plus vendus de tous les temps, Stóra Stundin Okkar. De nombreux singles du groupe ont également figuré sur diverses compilations.

### Nylonet succès international (2006–2007)
Nylon sort son premier single britannique, Losing a Friend (écrit par les auteurs-compositeurs anglais Chris et Tony Griffiths, ex-The Real People), le 10 juillet 2006. Il atteint la 29e place du Top 40 britannique, devient le single de la semaine chez Woolworths dès sa sortie, et atteint également la première place du célèbre classement Box Breakers de The Box. Nylon assure la première partie de Westlife, Girls Aloud, McFly et Journey South lors de toutes leurs tournées au Royaume-Uni. Lors de cette dernière, Klara tombe malade et le groupe doit se retirer à la dernière minute et retourner en Islande.
La suite de Losing A Friend est un single double face A : Closer, une autre composition de Griffiths, et une reprise du classique Sweet Dreams d'Eurythmics. La vidéo de Closer était diffusée sur The Box et, comme Losing A Friend, atteint la première place du classement Box Breakers, ainsi que la 64e des charts britanniques. Le single sort le 23 octobre 2006. Bien qu'il ait déjà atteint la première place en Islande, il ne parvient pas à se classer dans le top 40 au Royaume-Uni. Sweet Dreams reçoit toutefois beaucoup d'attention de la part des clubs et devient numéro 1 des Commercial Dance Charts au Royaume-Uni pendant une semaine entière. En avril 2007, Holiday, le dernier single du groupe avec les quatre membres, entre directement en première position et reste en tête du hit-parade islandais pendant plus d'un mois. Holiday devient l'un des singles les plus vendus de l'histoire du groupe.

### Départ d'Emilia et séparation (2007–2008)
La sortie au Royaume-Uni de 100 % Nylon, initialement annoncée pour octobre 2006, est prévue pour février 2007, mais est annulée et mise de côté après le départ d'Emilia Bjorg, membre fondateur du groupe, à la fin de l'été 2007. La nouvelle, annoncée sur leur site officiel un jour après que la presse a rapporté l'histoire, arrive peu après une avalanche de presse sur le mariage d'Emilia. Compte tenu de l'emploi du temps de Nylon, la rumeur veut qu'Emilia ait quitté le groupe pour passer du temps avec son mari plutôt que de parcourir le monde avec le groupe. Emilia et les autres filles sont toujours en excellents termes, et Emilia se rend encore de temps en temps à un concert de Nylon.
En 2007, en tant que trio, le groupe sort un album Best Af, en Islande en novembre 2007, comprenant tous leurs anciens singles, des vidéos, et le nouveau single Holiday (avec Emilía encore) et Shut Up atteignant deux fois la première place. En 2008, le groupe retourne en Islande et annonce sa dissolution. Elles expliquent que leur famille en Islande leur manquait - le groupe déménage au Royaume-Uni au moment de la sortie de leur troisième album.
En 2023, le groupe se réunit de manière inattendue pour un concert à Tónaflóði, annonçant au passage une toute nouvelle chanson.

## Discographie

### Albums studio
- 2004 : 100 % Nylon
- 2005 : Góðir Hlutir
- 2006 : Nylon

### Compilation
- 2007 : Best Af Nylon

### DVD
- 2005 : Nylon Allstaðar